# فيدان دوغان
فيدان دوغان (17 يناير 1982  - 9 يناير 2013)، ناشطة كردية وعضوةً في حزب العمال الكردستاني، وقد عملت في مركز المعلومات الكردي في باريس ومثلت أيضًا المؤتمر الوطني الكردي في فرنسا ومقره بروكسل.
ولدت دوغان في البستان جنوب تركيا، وانتقلت إلى فرنسا عندما كانت صغيرة. لقد نشأت في ستراسبورغ حيث أكملت تعليمها الجامعي. كانت منخرطة في المؤتمر الوطني الكردستاني وكانت ناشطة في مجال حقوق المرأة.

## الاغتيال
اغتيلت فيدان في باريس في 9 يناير 2013، مع سكينة كانسيز وليلى سويليميز. وفي 17 يناير، أحيا عشرات الآلاف من الأكراد ذكرى النساء الثلاث في احتفال أقيم في ديار بكر. أقيمت جنازتها من قبل ديدي علوي. ودُفنت في قرية عائلتها في منطقة البستان بكهرمان مرعش

## العواقب
كشفت التكريم بعد وفاتها أنها كانت معروفة في الأوساط السياسية، فضلًا عن كونها مقربة من عبد الله أوجلان، أحد مؤسسي حزب العمال الكردستاني. حرص رئيس البرلمان الأوروبي، مارتن شولتز، على استقبال عائلتها لتقديم تعازيه شخصيًا. كما أشادت بها المقررة الخاصة بتركيا في الجمعية البرلمانية لمجلس أوروبا، جوزيت دوريو، بعبارات خاصة.
أثار تصريح الرئيس الفرنسي فرانسوا أولاند بأنه يعرف إحدى النساء الثلاث اللواتي اغتيلن في باريس (والذي أثار رد فعل قويًا من رئيس الوزراء التركي رجب طيب أردوغان) التكهنات بأن دوغان كانت أيضًا على اتصال منتظم بالرئيس الفرنسي.
بعد وفاتها، أثيرت تكهنات كثيرة بأن مقتل النساء الثلاث كان محاولة لعرقلة عملية السلام الوليدة التي بدأت مؤخرًا بين السلطات التركية وأوجلان.